# Realskola

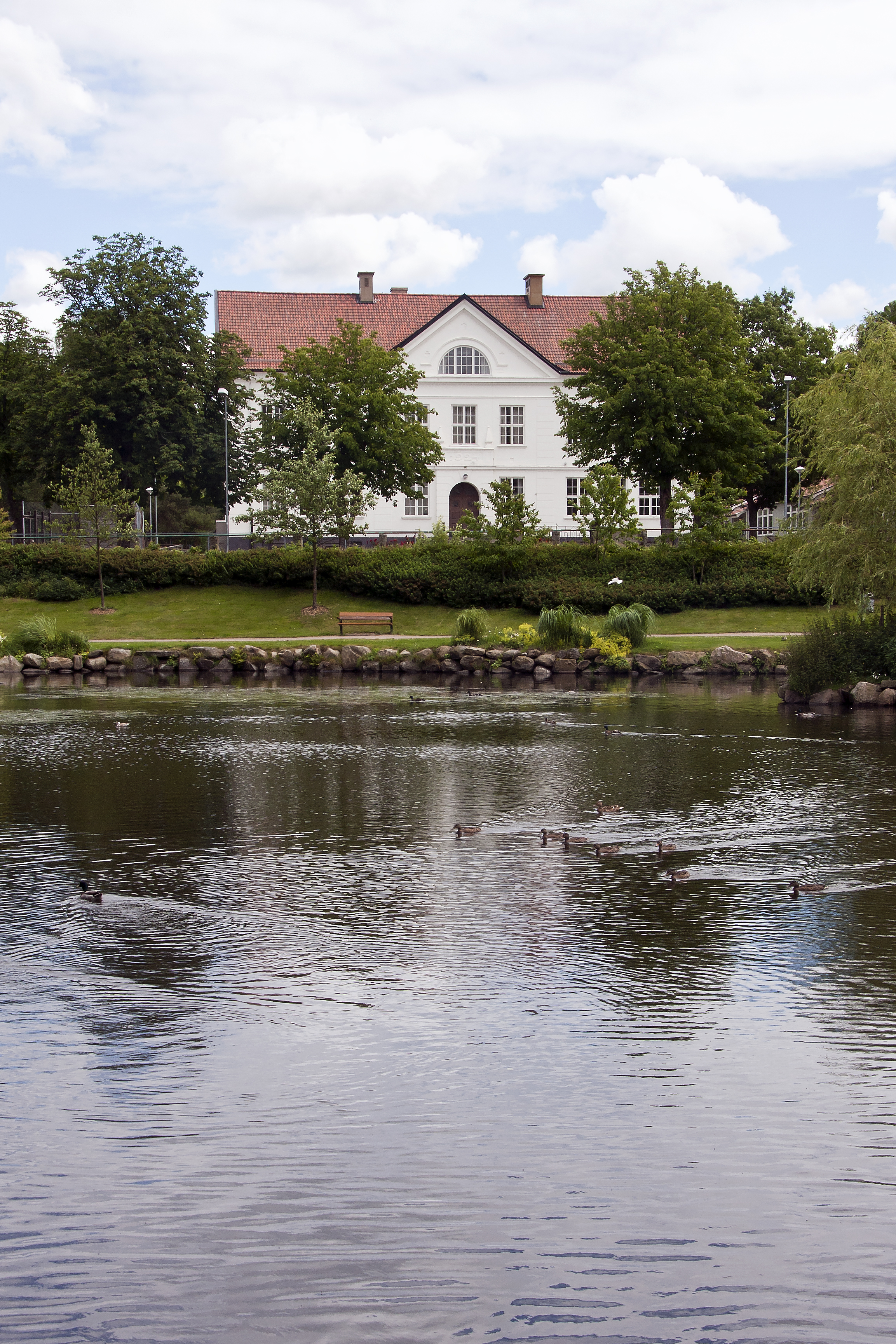
Den gamla Samrealskolan i Höör, numera grundskola med bibehållet namn.

Realskola är en typ av lägre sekundärutbildning, som idag finns i tyskspråkiga länder (Realschule), och som fanns i Sverige fram till skolreformen 1970.

## Realskola i olika länder

### Liechtenstein
Realskolan är i Liechtenstein en sekundärskola på högre nivå.

### Schweiz
I Schweiz är realskolan en skola för elever som har det svårare i skolan. I de flesta kantoner påbörjas realskolan efter ungefär fem/sex år i primärskolan.

### Sverige
I Sverige var realskolan en frivillig skolform åren 1905–1972. Den ledde fram till realexamen.
Det fanns sexårig, femårig, fyraårig samt treårig realskola. Man sökte till femårig realskola från fjärde klass i folkskolan och till fyraårig eller treårig realskola från sjätte klass i folkskolan. Den kommunala praktiska realskolan byggde på sexårig folkskola. Till den sexåriga realskolan kunde man gå direkt efter småskolan.
Från näst sista klassen i realskolan kunde man söka till fyraåriga linjer på gymnasiet, och efter realexamen till treåriga gymnasielinjer.
När enhetsskolan infördes i Sverige, kommunvis åren 1949–1962 och grundskolan infördes åren 1962–1972, avvecklades realskolan. Enhetsskolan hade på de teoretiska linjerna samma kunskapskrav som realskolan.

### Tyskland
I Tyskland finns realskolan fortfarande i början av 2000-talet kvar, och kallas Realschule. Före 1964 benämndes skolformen på många håll i Tyskland mellanskola (Mittelschule). I Tyskland kan man dock från folkskolan söka direkt till den utbildningsform som kallas Gymnasium, medan man i Sverige var tvungen att gå i realskolan först. Realskolan i Tyskland löper i de flesta delstater från femte till tionde klass (börjar det kalenderår man fyller 10 år och slutar det kalenderår man fyller 16 år).
Realskola rankas något lägre än gymnasium, men högre än folkskola i det tyska sekundärskolsystemet.

### Österrike
I Österrike kom 1805 ett skolpolitiskt beslut, där realskolan för första gången rankades. Den var då 3-årig, och för utbildning inom handel. 1849 blev den en allmän 6-årig. 1868 blev realskolan i Österrike utan latin, men med moderna främmande språk. Den blev sedan 7-årig, och 1927 8-årig. 1962 blev den "realgymnasium", ett alternativt till humanistiskt gymnasium.